# Jardín botánico Limontitla
El Jardín botánico de Limontitla es un jardín botánico y arboreto de unas 8 hectáreas de extensión que se encuentra en el Estado de Guerrero, México. 
Es un jardín botánico de administración privada. 
Es miembro de la Asociación Mexicana de Jardines Botánicos, A.C.

## Localización
Se ubica en la ribera del Río Chalma, junto al espacio turístico de las Grutas de Cacahuamilpa, entrte los municipios de Pilcaya, Tetipac y Taxco, en frontera con el Estado de Morelos.
Jardín botánico de Limontitla, Grutas de Cacahuamilpa, Estado de Guerrero 72810 México.
Planos y vistas satelitales18°41′3″N 99°30′3″O / 18.68417, -99.50083
Se encuentra abierto al púbico en general. Hay visita guiada.

## Historia
Fundado en 1993, el Jardín Etnobotánico es un importante sitio de conservación de la biodiversidad, además de cumplir con las funciones de investigación, educación y  horticultura.
En el Estado de Morelos se registra aproximadamente el 16 % de la biodiversidad de México especialmente en el biotopo de selva baja caducifolia.

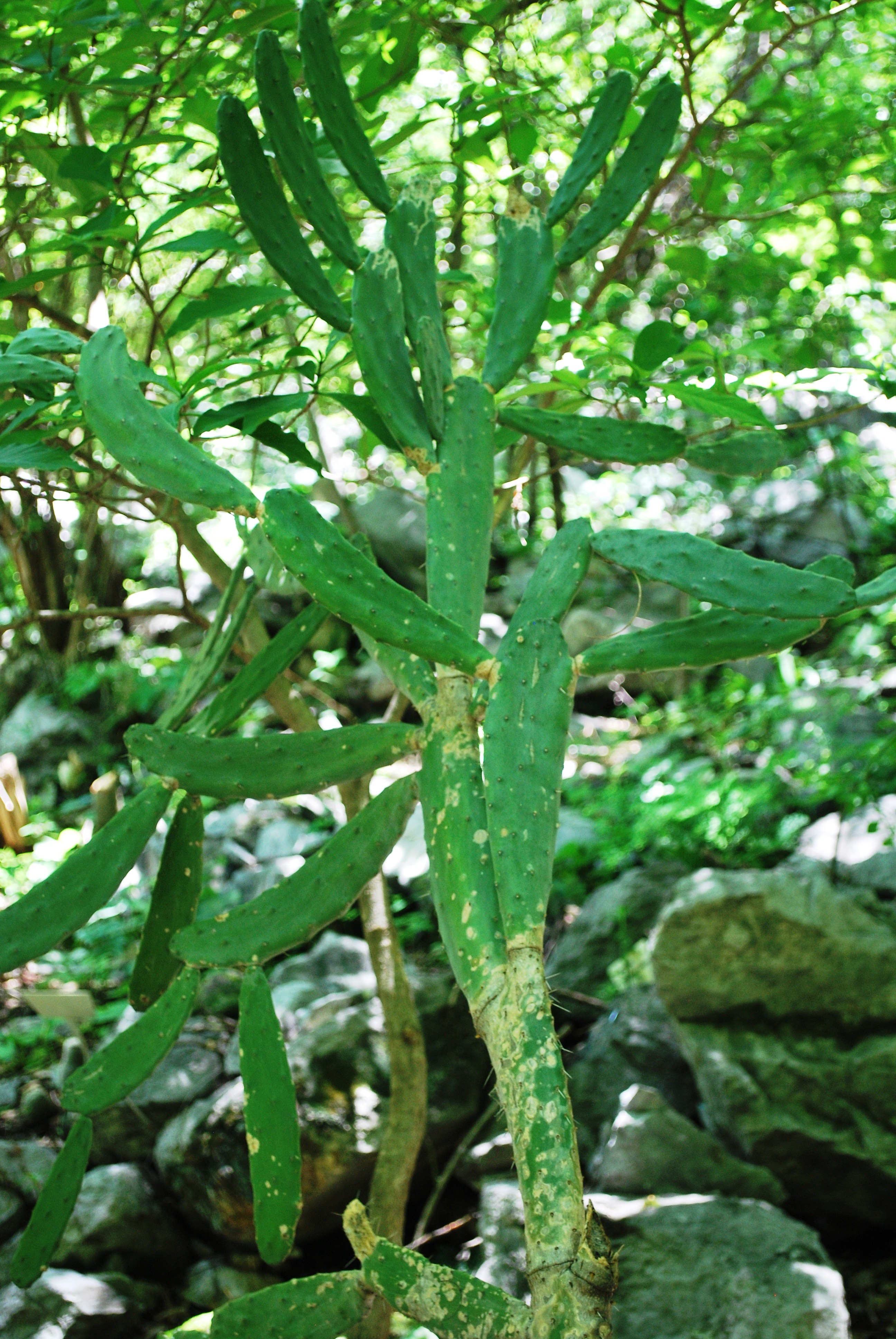
Cactus en el Jardín botánico de Limontitla.

## Colecciones
Este jardín botánico es un jardín etnobotánico donde se combinan la botánica y los usos regionales de las plantas especialmente el de sanación de acuerdo a las antiguas tradiciones de la zona.  
Las especies más representativas son: El Cazahuate (Ipomoea murucoides), Tepehuaje (Lysiloma acapulcensis), Huaje (Leucaena leucocephala), Palo dulce (Eysenhardtia polystachya), Tetlate (Comocladia engleriana), Ámate blanco (Ficus insipida), Copal (Protium copal) y Pochote (Ceiba pentandra ), entre otros que son utilizados con infinidad de usos.
Hay numerosos senderos donde practicar el senderismo.